# Преводница Бездан
Преводница Бездан се налази на Дунаву, територијано припада насељу Бездан општина Сомбор, у Западнобачком округу. Једна је од старих преводница подигнутих на каналима који су копани од средине 18. до средине 20. века. Преводница Бездан грађена је од 1854. до 1856. године.

## Историјат
Канали који су копани од средине 18. до средине 20. века су:  Бајски канал, Велики Бачки канал, Канал Сомбор-Оџаци, Канал Богојево-Бечеј, Канал Врбас-Бездан, Канал Бездан-Пригревица и Канал Дунав-Тиса-Дунав.
На њима су изграђене и постоје старе и нове преводнице. Улога преводнице је да преводи бродове са једног на други ниво воде.

## Преводница на Дунаву
Преводница повезује канал Врбас-Бездан са Дунавом. 
Преводницу Бездан је пројектовао и изградио Михалик Јанош (1818-1892), царски грађевински управник. Радови су започети 1854. године а објекат је пуштен у рад 27. јуна 1856. године.
Завршетак радова је било означено постављењем спомен-плоче на централном делу јужног зида коморе преводнице. Спомен-плоча је рад Геранди Антала и она се и данас тамо налази. 
Текст на плочи је написан на латинском, а у преводу значи: 
```
" За време владавине цара Фрање Јосефа изграђена је ова преводница.“
```

Први је објекат у Европи где је примењено подводно бетонирање. За грађевински материјал при градњи преводнице користио се бетон, који се ручно мешао, а цемент је печен на лицу места, на обали Дунава. На самом градилишту је организована фабрика бетона. Бетонирање је трајало непрекидно дању и ноћу 90 дана.
Јохан Михалик први је у Европи који је применио систем постављања темеља испод површине воде. Искључиво са најједноставнијим пумпама за воду које је имао на располагању. У то време приступио је градњи на начин на који нико до тада није учинио. Када је темељ био ископан, он није пумпао воду. Уместо тога, и основа и једна од комора су остале испод површине воде.
До тада се бетон у Европи користио само при зидању зграда, а подводна примена је била непозната. Стручњаци из целе Европе су пратили градњу преводнице а посебно енглески инжењери који су Михаликов пројекат сматрали неизводљивим и због тога су посебно пратили градњу преводнице.
Преводница се састојала из три коморе, које су се могле затворити великим капијама од храстовине. Користио се онај пар који је одговарао водостају у моменту проласка пловила кроз преводницу. Крајем 19. века ове капије су замењене стабилнијим, отпорнијим на воду, гвозденим капијама.При нормалном водостају каналом је била омогућена пловидба пловног објекта дужине до 62 метра, са газом до 2 метра.

## Преводница данас
Преводница Бездан није била у употреби од 1995. године, већ је служила само за потребе одбране од великих вода Дунава. У време када је била направљена представљала је продор на пољу науке и технике тог времена.
После скоро три деценије бродови могу поново да прођу кроз преводницу Бездан која је реконструисана у оквиру прекограничног пројекта BABEKAP. Пројекат у чијој је реализацији учестовао и "Покрајински Фонд Европски послови" поред привредног значаја има и безбедносни, јер су извршени радови обезбедили функционисање хидросистема у време високих водостаја и одбране од поплава.

## Галерија
- Преводница - Фотографија настала 1941. године